# Platystictidae
Platystictidae – rodzina małych ważek równoskrzydłych (Zygoptera). Obejmuje ponad 280 gatunków występujących w tropikalnej strefie Azji, Ameryki Środkowej i Południowej.

## Podział systematyczny
Gatunki należące do rodziny Platystictidae zgrupowane są w następujących rodzajach:
- Ceylonosticta
- Drepanosticta
- Indosticta – jedynym przedstawicielem jest Indosticta deccanensis
- Palaemnema
- Platysticta
- Protosticta
- Sinosticta
- Sulcosticta
- Telosticta
- Yunnanosticta

Rodzajem typowym rodziny jest Platysticta.
Dijkstra et al. (2014) podzielili tę rodzinę na 4 podrodziny:
- Palaemnematinae – obejmuje jeden rodzaj: Palaemnema
- Platystictinae
- Protostictinae
- Sinostictinae – obejmuje jeden rodzaj: Sinosticta